# 윌 곰퍼츠

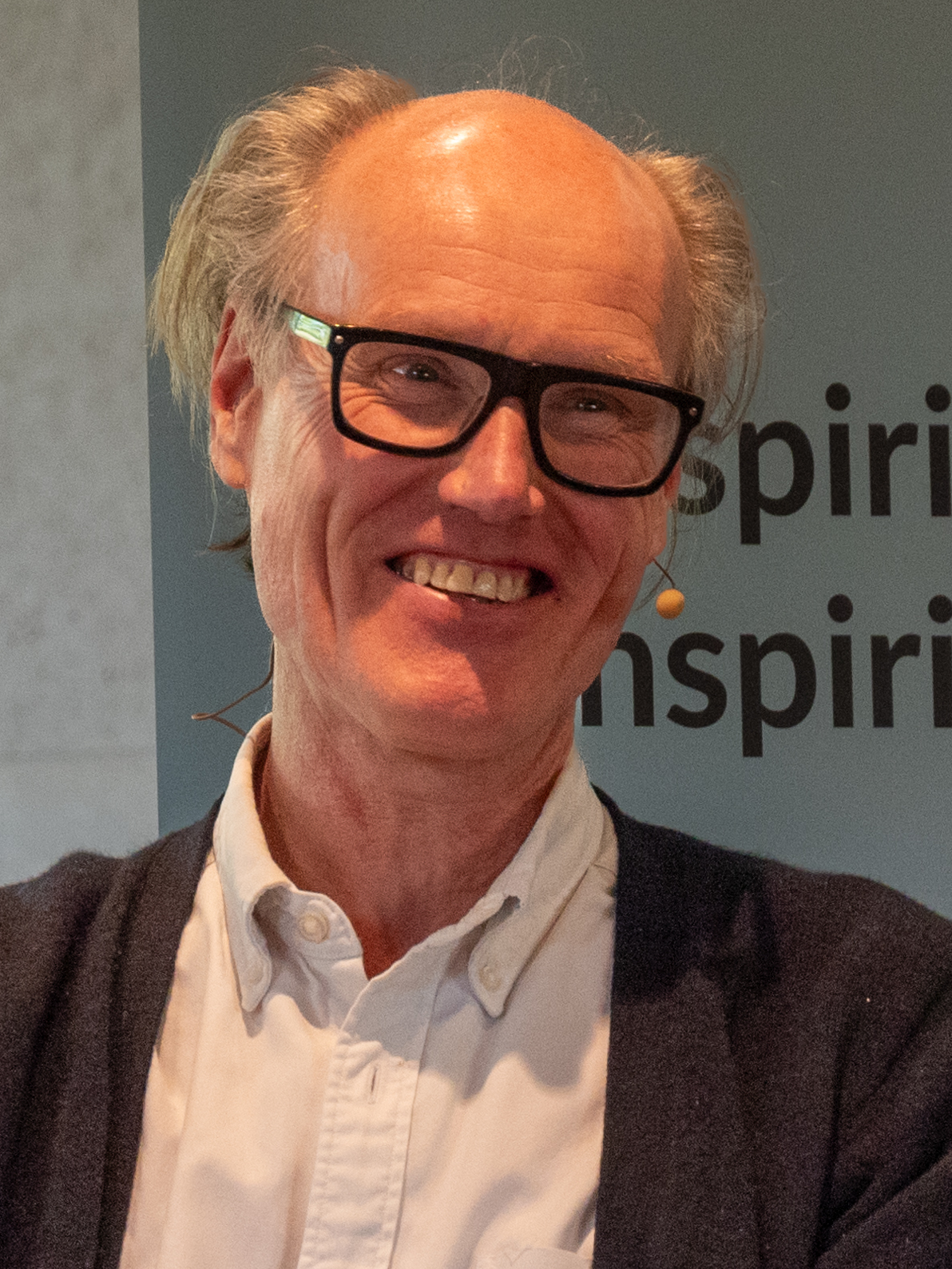

윌리엄 에드워드 곰퍼츠(William Edward Gompertz, 1965년 8월 25일 ~ )는 2021년 6월 1일부터 Barbican Center 의 예술 및 학습 이사로 자리를 옮기기 전 BBC의 예술 편집자였다.
이전에 Tate Media의 이사였으며 2009년에 Edinburgh Fringe에서 Double Art History라는 쇼에 출연했다. Gompertz는 Guardian 과 The Times 신문에 광범위하게 글을 기고했다. 그는 What Are You Looking At?: 150 Years of Modern Art in the Blink of Eye 및 Think Like Like Artist 의 저자이다.
그는 일반 개업의 Hugh Gompertz OBE의 아들이자 BBC News의 개인 금융 특파원인 Simon Gompertz의 두 번째 사촌이다. 그는 켄트 주 애쉬포드에서 태어나 베드포드 학교 에 다녔다.